# Cirtomium
Cirtomium (lat. Cyrtomium), biljni rod vazdazelenih paprati iz porodice papratki, Dryopteridaceae, raširen poglavito po Kini i istočnoj Aziji (35 vrsta) i dvije vrste u tropskoj i Južnoj Africi.

## Vanjske poveznice
|  | Zajednički poslužitelj ima još gradiva o temi Cyrtomium |
|  | Wikivrste imaju podatke o taksonu Cyrtomium             |